# Estação Silva Freire
Silva Freire é uma estação de trem da Zona Norte do Rio de Janeiro, localizada no bairro do Méier, entre a Estação do Engenho Novo e a Estação do Méier.

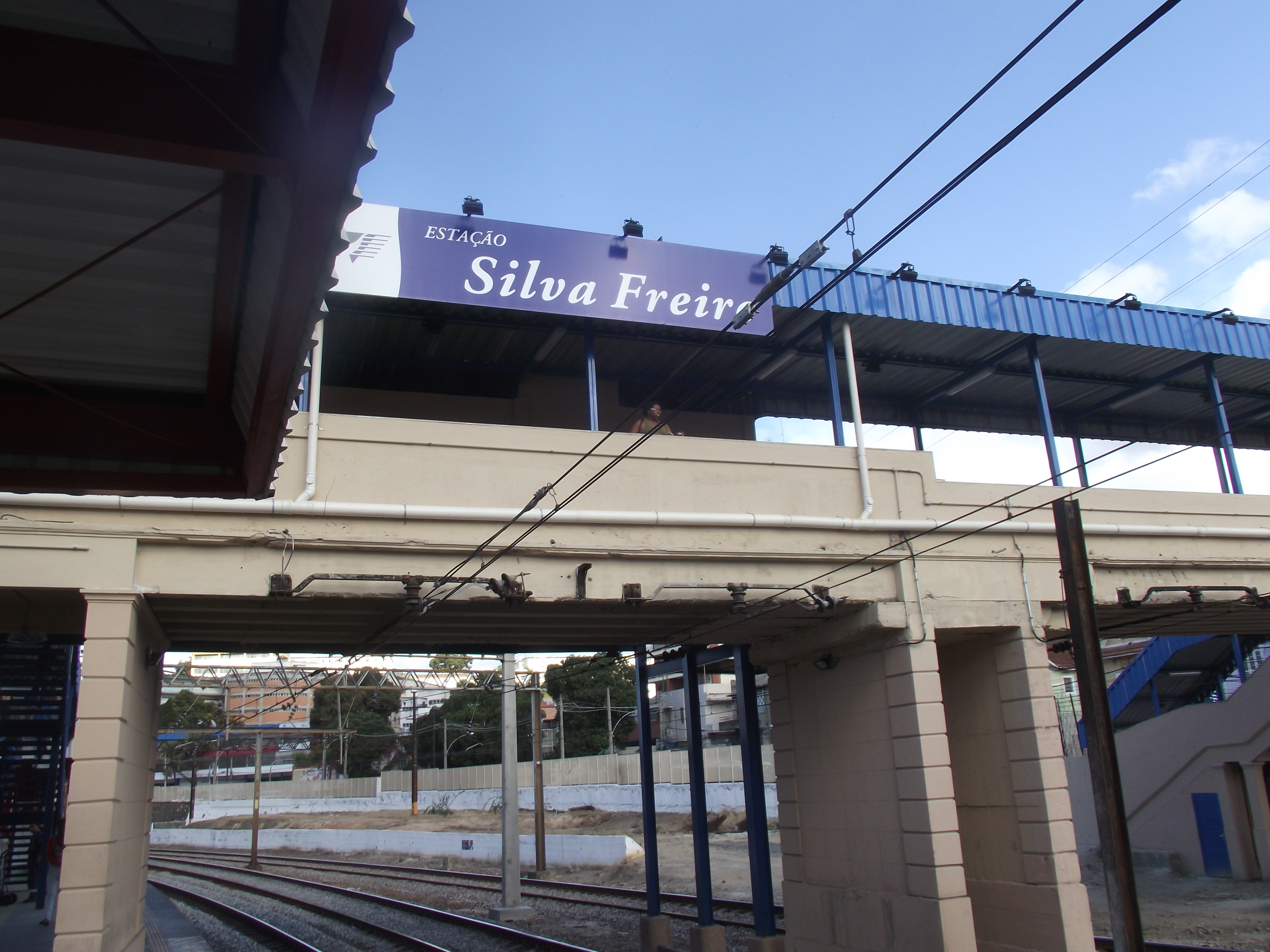
Vista da estação Silva Freire

## História

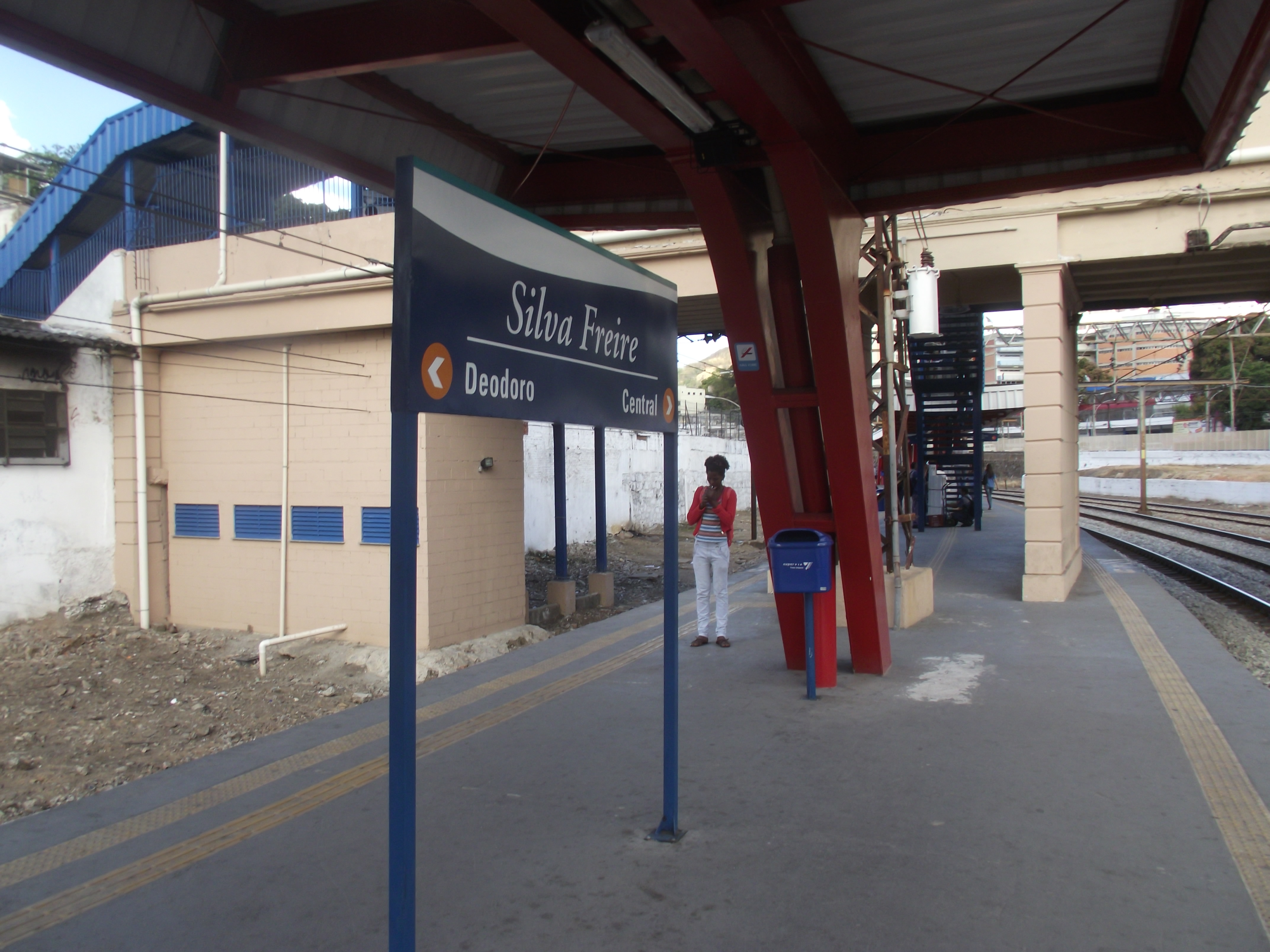
Detalhes da estação Silva Freire

Foi construída, originalmente, em 1923, pela E.F.C.B.. Por estar pouco distante da estação Méier e pouco após a estação Engenho de Novo, em 1963, foi desativada pela RFFSA. Começou a ser reconstruída em 2003 pela SuperVia, com o objetivo de atender os ramais de Santa Cruz e Japeri (a partir de 2020 passou a atentder apenas ao ramal Japeri), desafogando os trens do ramal de Deodoro, mas, logo em seguida, foi novamente abandonada. Em 2011, começaram os trabalhos de reforma para sua reinauguração.
A estação foi reinaugurada a 23 de março de 2012. Enquanto estava em reformas, houve propostas de mudanças de nome para Méier 2 e Silva Freire/Lins.
A estação, que estava desativada há vinte anos, ganhou novas bilheterias, cobertura nas plataformas, passarelas e escadas. A nova plataforma serve de parada para os trens semidiretos do ramal Japeri. Antes, era preciso pegar um trem parador e fazer baldeação na estação do Engenho de Dentro, no subúrbio.
Depois de passar por uma reforma que teve um custo de R$ 2 milhões de reais que incluiu a construção das bilheterias, passarelas, escadas, rede de tratamento de esgoto e outros, o local é mais uma opção para os moradores e frequentadores do bairro da zona norte carioca.
O motivo da reativação é acabar com a superlotação na estação Méier, já que a maioria das pessoas embarca nos trens paradores do ramal Deodoro e vão para Engenho de Dentro embarcar nos trens diretos. A expectativa é que, por mês, 70 mil passageiros passem pelo local.
Com movimento anual de 137 mil passageiros (2018), é a estação menos utilizada das Linhas Santa Cruz e Japeri.

## Plataforma
|  | ↑ a ↑ |

|  | ↓ b ↓ |

|  | ↑ c ↑ |

| 1 |

|  | ↓ d ↓ |

|  | ↑ a ↑ |

|  | ↓ b ↓ |

|  | ↑ c ↑ |

| 1 |

|  | ↓ d ↓ |

|  | ↑ a ↑ |

|  | ↓ b ↓ |

|  | ↑ c ↑ |

| 1 |

|  | ↓ d ↓ |

|  | ↑ a ↑ |

|  | ↓ b ↓ |

|  | ↑ c ↑ |

| 1 |

|  | ↓ d ↓ |

## Horário de funcionamento
Segunda à sexta: 10h às 15h
Sábados, domingos e feriados: não funciona